# Стокгольм (містечко, Вісконсин)
Стокгольм (англ. Stockholm) — місто (англ. town) в США, в окрузі Пепін штату Вісконсин. Населення — 218 осіб (2020).

## Демографія
Згідно з переписом 2010 року, у місті мешкало 197 осіб у 83 домогосподарствах у складі 54 родин. Було 122 помешкання
Расовий склад населення:
| - 98,5 % — білих - 0,5 % — корінних американців - 0,5 % — чорних або афроамериканців - 0,5 % — азіатів |

До двох чи більше рас належало 0,0 %. Частка іспаномовних становила 3,6 % від усіх жителів.
За віковим діапазоном населення розподілялося таким чином: 18,8 % — особи молодші 18 років, 62,9 % — особи у віці 18—64 років, 18,3 % — особи у віці 65 років та старші. Медіана віку мешканця становила 51,5 року. На 100 осіб жіночої статі у місті припадало 109,6 чоловіків;  на 100 жінок у віці від 18 років та старших — 100,0 чоловіків також старших 18 років.
Середній дохід на одне домашнє господарство  становив 76 023 долари США (медіана — 68 000), а середній дохід на одну сім'ю — 93 455 доларів (медіана — 84 375). Медіана доходів становила 51 071 долар для чоловіків та 47 813 долари для жінок. За межею бідності перебувало 7,8 % осіб, у тому числі 0,0 % дітей у віці до 18 років та 13,6 % осіб у віці 65 років та старших.
Цивільне працевлаштоване населення становило 118 осіб. Основні галузі зайнятості: освіта, охорона здоров'я та соціальна допомога — 28,0 %, сільське господарство, лісництво, риболовля — 16,1 %, мистецтво, розваги та відпочинок — 14,4 %.